# المنقودة (إب)
المنقوده هي إحدى قرى الجمهورية اليمنية. تتبع جغرافيا لمحافظة إب وإداريًا لمديرية المخادر. يبلغ تعداد سكانها 3091 نسمة حسب الإحصاء الذي أجري عام 2004.